# Cancricepon garthi
Cancricepon garthi là một loài chân đều trong họ Bopyridae. Loài này được Danforth miêu tả khoa học năm 1970.